# Barrage de La Tache
Le barrage de la Tache se situe sur la commune de Renaison dans la Loire.

## Historique et caractéristiques
Le barrage a été construit entre 1888 et 1891 pour subvenir au besoin en eau potable de la ville de Roanne. La digue de granite est d'une hauteur de 51 m, d'une longueur de 221 m au sommet, son épaisseur est de 47,50 m à la base et de 4 m au sommet. La retenue d'eau est d'une capacité de 3 600 000 m3.

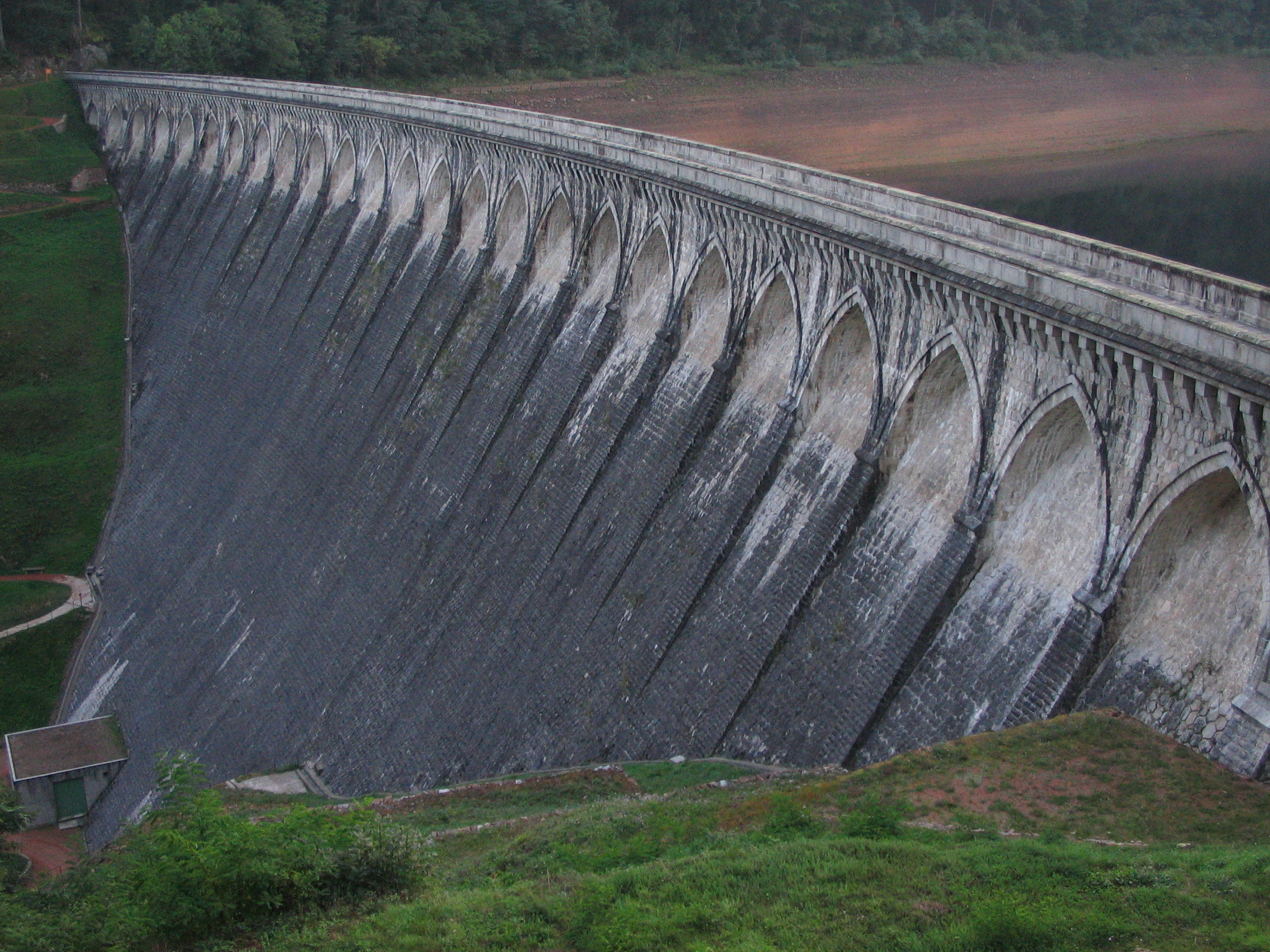
Mur en style néo-gothique.